# Diapteron
Der Name Diapteron (griech. sinngleich "verlagerte Flosse" oder "nach vorn versetzte Flosse") bezeichnet eine Untergattung der Gattung Aphyosemion.

## Vorkommen
Das Vorkommen erstreckt sich auf Gabun und die nordöstliche Republik Kongo, im Einzugsgebiet des Ivindo. Es wird davon ausgegangen, dass es sich bei den Arten der Untergattung Diapteron um Reliktformen handelt. Eine Unterscheidung von den anderen Arten der Gattung Aphyosemion ist durch die geringe Größe und vor allem durch die vor bzw. auf gleicher Höhe der Analen ansetzende Dorsale möglich.
Die Fische bewohnen dort kleine, sumpfige Ausstände von Bächen des tropischen Regenwalds.

## Erscheinung
Die Tiere aller fünf validen Arten erreichen eine maximale Gesamtlänge von ca. drei bis vier Zentimetern. Der Körper ist langgestreckt und besitzt einen annähernd rundem Querschnitt, Dorsale und Anale setzen etwa in der Körpermitte an.
Der Sexualdimorphismus ist stark ausgeprägt, die weiblichen Tiere weisen eine graubraune oder braune Grundfärbung auf und besitzen transparente bzw. nur unscheinbar gefärbte Flossen. Die männlichen Tiere hingegen besitzen intensiv rote und blaue Farben, Männchen der Arten A. georgiae und A. fulgens weisen darüber hinaus orange Bänder in Anale und Caudale auf.

## Arten
Die Untergattung Diapteron umfasst folgende fünf Arten:
- Aphyosemion abacinum Huber, 1976
- Aphyosemion cyanosticum Lambert & Géry, 1968
- Aphyosemion fulgens Radda, 1975
- Aphyosemion georgiae Lambert & Géry, 1968
- Aphyosemion seegersi Huber, 1980